# Geometrična sredina
Geométrična sredína (tudi geometríjska sredína) množice pozitivnih števil je v matematiki n-ti koren zmnožka vseh elementov množice, kjer je n število elementov.
Geometrična sredina množice {a1, a2, ..., an} je:
{\displaystyle {\bigg (}\prod _{i=1}^{n}a_{i}{\bigg )}^{1/n}=(a_{1}\cdot a_{2}\dotsb a_{n})^{1/n}={\sqrt[{n}]{a_{1}\cdot a_{2}\dotsb a_{n}}}}.
Geometrična sredina množice je vedno manjša ali enaka aritmetični sredini množice. Obe sredini sta enaki, če so vsi elementi množice enaki. To dopušča definicijo aritmetično-geometrične sredine, mešanice obeh, katere vrednost je vedno nekje vmes.
Geometrična sredina je tudi aritmetično-harmonična sredina v smislu, da, če sta določeni dve zaporedji (an) in (hn) kot:
{\displaystyle a_{n+1}={\frac {a_{n}+h_{n}}{2}},\quad a_{1}={\frac {x+y}{2}}}
ter
{\displaystyle h_{n+1}={\frac {2}{{\frac {1}{a_{n}}}+{\frac {1}{h_{n}}}}},\quad h_{1}={\frac {2}{{\frac {1}{x}}+{\frac {1}{y}}}}}
potem bodo an in hn konvergirali h geometrični sredini x in y.

## Zgled
A = {1, 2, 3, ..., 10}
Množica A ima 10 elementov, katerih zmnožek znaša 3628800, geometrična sredina pa 4,5287.